# Universidad La Trobe
La Universidad La Trobe (en inglés: La Trobe University) es una universidad pública de investigación de multi-campus en Victoria, Australia. Fue establecida en 1964 por un acta del parlamento para convertirse en la tercera universidad más antigua del estado de Victoria.
El campus principal de la universidad está ubicado en el suburbio de Bundoora de Melbourne. Otros dos campus importantes están situados en la ciudad de Bendigo y el centro de la frontera de NSW-Victoria de Albury-Wodonga. 
La universidad tiene una serie de campus más pequeños en Mildura, Shepparton, y Beechworth así como un campus en el distrito financiero central de Melbourne (CBD).

## Historia
Esta universidad fue fundada en el año de 1967. Tomó el nombre La Trobe en memoria de Charles La Trobe, primer gobernador del Estado de Victoria. 
El lema de la universidad es : "Qui cherche trouve" (con texto en francés). Esta divisa era la propia de la familia La Trobe de orígenes hugonotes y emigrada a Inglaterra. 
La Universidad La Trobe cuenta con 5000 profesores e investigadores así como 28.000 estudiantes.
La universidad cuenta con cinco facultades :
- Facultad del departamento de la Educación
- Facultad de las Ciencias médicas y de la salud
- Facultad de ciencias humanas y sociales
- Facultad de derecho
- Facultad de las Ciencias, tecnología y de ingeniería.

La universidad posee varias delegaciones a través del país así como en el extranjero (Corea del Sur, Hong Kong, Singapur, Malasia, etc.)
Los estudiantes publican un Diario universitario que se nombra "Rabelais" del nombre famoso del escritor francés François Rabelais. El historiador de los viajeros franceses en Australia durante el siglo XVIII y principios del siglo XIX, Edward Duyker, estudió en la Universidad La Trobe.

## Véase también

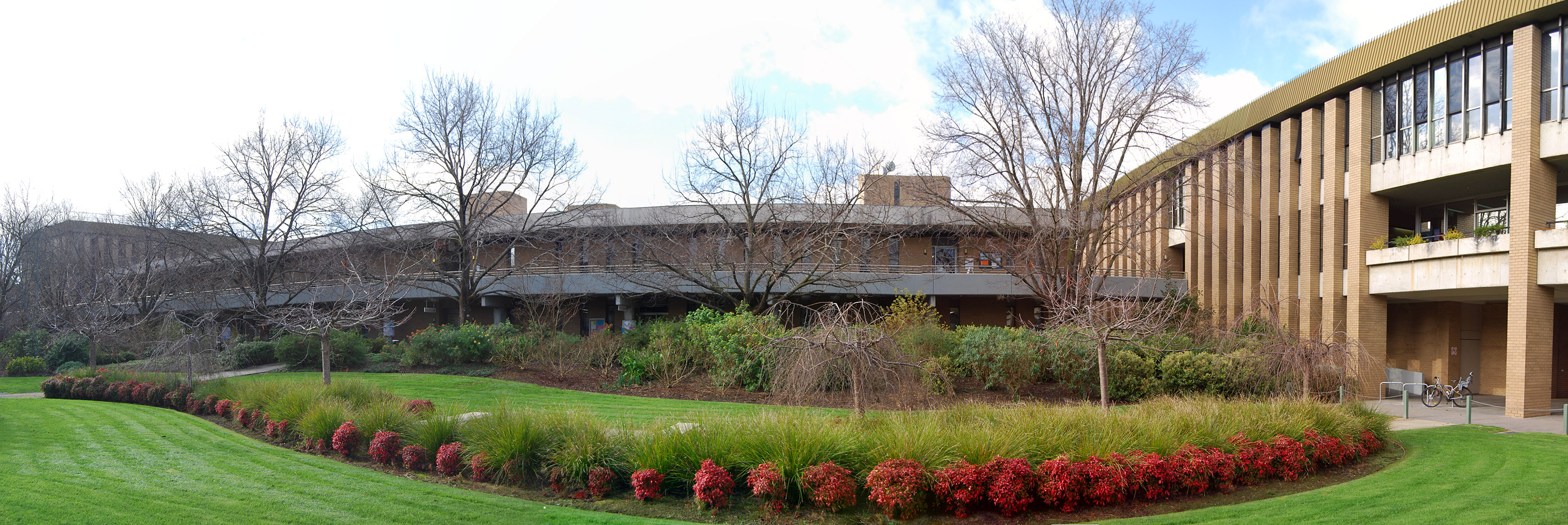
El edificio David Myers en Bundoora